# PSA World Tour der Damen 2022/23
Die PSA World Tour der Damen 2022/23 umfasst alle Squashturniere der Damen-Saison 2022/23 der PSA World Tour. Sie begann am 1. August 2022 und endete am 31. Juli 2023. Die nach dem Monat sortierte Übersicht zeigt den Ort des Turniers an, dessen Namen, das ausgeschüttete Gesamtpreisgeld, sowie den Sieger des Turniers. In der abschließenden Tabelle werden sämtliche Turniersiegerinnen nach der Menge ihrer Titel aufgelistet. Dabei ist es nicht relevant, welche Wertigkeit die von der Spielerin gewonnenen Turniere besaßen, auch wenn eine entsprechende Erfassung erfolgt.
Seit 29. August 2022 wird die seit ihrer Einführung monatlich aktualisierte Weltrangliste nunmehr wöchentlich aktualisiert.
Die Saison 2022/23 bestand aus 97 Turnieren. Das Gesamtpreisgeld betrug 3.848.127 US-Dollar.

## Tourinformationen

### Anzahl nach Turnierserie
| Turnierserie | WM | Finals | Platinum | Gold | Silver | Bronze | Ch 30 | Ch 20 | Ch 10 | Ch 5 | Ch 3 |
| ------------ | -- | ------ | -------- | ---- | ------ | ------ | ----- | ----- | ----- | ---- | ---- |
| Anzahl       | 1  | 1      | 6        | 4    | 6      | 8      | 2     | 7     | 20    | 26   | 16   |
| Gesamt       | 1  | 7      | 7        | 18   | 18     | 18     | 71    | 71    | 71    | 71   | 71   |

## Turnierplan

### August
| Datum         | Ort           | Turnier                                       | Preisgeld | Siegerin      |
| ------------- | ------------- | --------------------------------------------- | --------- | ------------- |
| 17.08.–21.08. | Coffs Harbour | Costa North Coast Open 2022                   | $ 12.000  | Chan Sin-Yuk  |
| 18.08.–21.08. | Windsor       | JK Windsor Open 2022                          | $ 6.000   | Diana García  |
| 24.08.–28.08. | Lille         | PSA des Hauts de France 2022                  | $ 6.000   | Nardine Garas |
| 24.08.–28.08. | Kairo         | CIB Zed Squash Open 2022                      | $ 55.000  | Nour El Tayeb |
| 25.08.–28.08. | Sydney        | Alto Group Pennant Hills NSW Squash Open 2022 | $ 3.000   | Xin Ying Yee  |
| 31.08.–04.09. | Bega          | Volkswagen Bega Open 2022                     | $ 12.000  | Chan Sin-Yuk  |

### September
| Datum         | Ort           | Turnier                                     | Preisgeld | Siegerin         |
| ------------- | ------------- | ------------------------------------------- | --------- | ---------------- |
| 06.09.–11.09. | Houston       | South Western Women’s Open 2022             | $ 110.000 | Nouran Gohar     |
| 07.09.–11.09. | Devonport     | City of Devonport Tasmanian Open 2022       | $ 12.000  | Tong Tsz-Wing    |
| 07.09.–11.09. | Madeira       | Madeira International 2022                  | $ 3.000   | Katerina Tycova  |
| 12.09.–17.09. | Nantes        | Open de France de Squash 2022               | $ 55.000  | Nele Gilis       |
| 13.09.–17.09. | London        | Nash Cup 2022                               | $ 20.000  | Zeina Zein       |
| 14.09.–18.09. | Hobart        | Eastside Open 2022                          | $ 3.000   | Fung Ching-Hei   |
| 19.09.–23.09. | Chennai       | 4th HCL SRFI Indian Tour - Chennai Leg 2022 | $ 12.000  | Kenzy Ayman      |
| 19.09.–25.09. | Kairo         | CIB Egyptian Open 2022                      | $ 300.000 | Hania El Hammamy |
| 23.09.–26.09. | Greenwich     | GWC Squash House Challenger 2022            | $ 6.000   | Marina Stefanoni |
| 29.09.–02.10. | Nancy         | L’International des Mirabelles 2022         | $ 3.000   | Asia Harris      |
| 30.09.–04.10. | San Francisco | Oracle Netsuite Open 2022                   | $ 80.000  | Amanda Sobhy     |

### Oktober
| Datum         | Ort          | Turnier                                                             | Preisgeld | Siegerin           |
| ------------- | ------------ | ------------------------------------------------------------------- | --------- | ------------------ |
| 08.10.–15.10. | Philadelphia | U.S. Open 2022                                                      | $ 181.377 | Nouran Gohar       |
| 18.10.–23.10. | Zürich       | Grasshopper Cup 2022                                                | $ 107.500 | Nour El Sherbini   |
| 19.10.–23.10. | Chicago      | Life Time Chicago Open 2022                                         | $ 12.000  | Hana Moataz        |
| 19.10.–23.10. | Islamabad    | CAS – Serena Hotels/Combaxx International Squash Championships 2022 | $ 12.000  | Fayrouz Aboelkheir |
| 19.10.–23.10. | Johannesburg | PaybyFace Randburg Open 2022                                        | $ 6.000   | Cheyna Wood        |
| 25.10.–29.10. | Lancaster    | Hamilton Open 2022                                                  | $ 20.000  | Hana Moataz        |
| 26.10.–30.10. | Uster        | Swiss Open 2022                                                     | $ 6.000   | Katie Malliff      |
| 26.10.–30.10. | Greenwich    | Greenwich Open 2022                                                 | $ 6.000   | Wen Li Lai         |
| 26.10.–30.10. | Sydney       | Australian Open 2022                                                | $ 52.500  | Nele Gilis         |

### November
| Datum         | Ort              | Turnier                                                        | Preisgeld | Siegerin         |
| ------------- | ---------------- | -------------------------------------------------------------- | --------- | ---------------- |
| 03.11.–07.11. | Brno             | Czech Open 2022                                                | $ 3.000   | Torrie Malik     |
| 08.11.–13.11. | Tauranga         | Barfoot & Thompson New Zealand Open 2022                       | $ 77.500  | Joelle King      |
| 09.11.–12.11. | San José         | SACC Costa Rica Open 2022                                      | $ 6.000   | Laura Tovar      |
| 09.11.–13.11. | Providence       | Rhode Island Open 2022                                         | $ 20.000  | Farida Mohamed   |
| 11.11.–13.11. | London           | The Telsa Media David Lloyd Purley Open 2022                   | $ 3.000   | Torrie Malik     |
| 11.11.–13.11. | Paris            | Open Feminin du Jeu de Paume 2022                              | $ 3.000   | Ambre Allinckx   |
| 15.11.–18.11. | Angers           | Wake Up Squash Angers International 2022                       | $ 3.000   | Klara Møller     |
| 15.11.–20.11. | Singapur         | Marigold Singapore Squash Open 2022                            | $ 110.000 | Joelle King      |
| 16.11.–20.11. | London           | London Open 2022                                               | $ 12.000  | Hana Moataz      |
| 17.11.–21.11. | Jodhpur          | 4th HCL SRFI Indian Tour - Jodhpur Leg 2022                    | $ 12.000  | Amina Orfi       |
| 22.11.–25.11. | Boynton Beach    | Kinetic 5K Challenger 2022                                     | $ 6.000   | Wen Li Lai       |
| 22.11.–26.11. | Kuala Lumpur     | Malaysian Open Squash Championships 2022                       | $ 52.500  | Nele Gilis       |
| 23.11.–27.11. | Cognac           | PSA Cognac 2022                                                | $ 6.000   | Menna Hamed      |
| 28.11.–02.12. | Monte Carlo      | Monte Carlo Classic 2022                                       | $ 20.000  | Mélissa Alves    |
| 28.11.–04.12. | Hongkong         | Everbright Securities International Hong Kong Squash Open 2022 | $ 170.000 | Hania El Hammamy |
| 29.11.–03.12. | Sutton Coldfield | Sutton Coldfield International 2022                            | $ 6.000   | Amina Orfi       |

### Dezember
| Datum         | Ort    | Turnier                                    | Preisgeld | Siegerin    |
| ------------- | ------ | ------------------------------------------ | --------- | ----------- |
| 18.12.–22.12. | Indore | Daly College & SquashXtreme SRFI Open 2022 | $ 12.000  | Menna Hamed |

### Januar
| Datum         | Ort                   | Turnier                                   | Preisgeld | Siegerin         |
| ------------- | --------------------- | ----------------------------------------- | --------- | ---------------- |
| 04.01.–07.01. | Colwyn Bay            | Colwyn Classic 2023                       | $ 6.000   | Emily Whitlock   |
| 11.01.–14.01. | Royal Tunbridge Wells | 501 Fun Colin Payne Kent Open 2023        | $ 3.000   | Torrie Malik     |
| 11.01.–15.01. | New York City         | Carol Weymuller Open 2023                 | $ 51.250  | Georgina Kennedy |
| 16.01.–20.01. | Hongkong              | KCC PSA Challenge Cup 2023                | $ 12.000  | Aira Azman       |
| 18.01.–26.01. | New York City         | J. P. Morgan Tournament of Champions 2023 | $ 180.000 | Nour El Sherbini |
| 26.01.–29.01. | Mexiko-Stadt          | Faltami Squash Inn Classic 2023           | $ 6.000   | Diana García     |
| 28.01.–01.02. | Delhi                 | 4th HCL SRFI Indian Tour – Delhi 2023     | $ 6.000   | Amina Orfi       |

### Februar
| Datum         | Ort              | Turnier                                    | Preisgeld | Siegerin         |
| ------------- | ---------------- | ------------------------------------------ | --------- | ---------------- |
| 01.02.–05.02. | Cleveland        | Cleveland Classic 2023                     | $ 75.000  | Georgina Kennedy |
| 07.02.–11.02. | Detroit          | DAC Pro Squash Classic 2023                | $ 82.500  | Olivia Fiechter  |
| 12.02.–16.02. | Cincinnati       | Bahl and Gaynor Cincinnati Gaynor Cup 2023 | $ 75.000  | Nouran Gohar     |
| 13.02.–17.02. | Calgary          | Expression Networks BVAC Women’s Open 2023 | $ 12.000  | Diana García     |
| 22.02.–26.02. | Washington, D.C. | Squash on Fire Open 2023                   | $ 50.000  | Tinne Gilis      |
| 23.02.–26.02. | Wilmington       | CSC Delaware Open 2023                     | $ 12.000  | Kenzy Ayman      |

### März
| Datum         | Ort          | Turnier                                                     | Preisgeld | Siegerin        |
| ------------- | ------------ | ----------------------------------------------------------- | --------- | --------------- |
| 02.03.–06.03. | Philadelphia | Chestnut Hill Classic 2023                                  | $ 51.250  | Olivia Fiechter |
| 02.03.–08.03. | Kairo        | Black Ball Squash Open 2023                                 | $ 110.000 | Nouran Gohar    |
| 07.03.–11.03. | Odense       | Odense Open 2023                                            | $ 12.000  | Malak Khafagy   |
| 08.03.–12.03. | Calgary      | Calgary CFO Consulting Services PSA Womens Squash Week 2023 | $ 20.000  | Lucy Turmel     |
| 10.03.–12.03. | Bristol      | University of the West of England Bristol Open 2023         | $ 3.000   | Alison Thomson  |
| 14.03.–18.03. | Springfield  | St. James Women’s 20K Classic 2023                          | $ 20.000  | Chan Sin-Yuk    |
| 15.03.–18.03. | Hongkong     | Hong Kong Squash PSA Challenge Cup 2023                     | $ 6.000   | Ainaa Amani     |
| 22.03.–01.04. | Salzburg     | Mozart Open 2023                                            | $ 6.000   | Torrie Malik    |
| 26.03.–30.03. | Toronto      | Canadian Women’s Open 2023                                  | $ 51.250  | Amanda Sobhy    |
| 29.03.–01.04. | Liverpool    | Liverpool Cricket Club Open 2023                            | $ 6.000   | Torrie Malik    |

### April
| Datum         | Ort           | Turnier                                         | Preisgeld | Siegerin         |
| ------------- | ------------- | ----------------------------------------------- | --------- | ---------------- |
| 01.04.–05.04. | Delhi         | Vikram Goyal SRFI Open 2023                     | $ 12.000  | Ainaa Amani      |
| 09.04.–16.04. | Birmingham    | British Open 2023                               | $ 179.000 | Nour El Sherbini |
| 12.04.–16.04. | Breda         | BRESS Breda Open 2023                           | $ 6.000   | Haya Ali         |
| 13.04.–16.04. | Le Havre      | PSA de Normandie 2023                           | $ 3.000   | Lowri Roberts    |
| 18.04.–22.04. | Dublin        | Cannon Kirk Irish Squash Open 2023              | $ 20.000  | Jasmine Hutton   |
| 19.04.–23.04. | Boynton Beach | Women’s Kinetic Orange Ball 30K Challenger 2023 | $ 30.000  | Satomi Watanabe  |
| 26.04.–29.04. | St. Louis     | RC Pro Series 2023                              | $ 12.000  | Salma Eltayeb    |

### Mai
| Datum         | Ort            | Turnier                                                        | Preisgeld | Siegerin         |
| ------------- | -------------- | -------------------------------------------------------------- | --------- | ---------------- |
| 02.05.–06.05. | Yokohama       | Dynam Cup PSA SQ-Cube Open 2023                                | $ 6.000   | Cheng Nga-Ching  |
| 03.05.–07.05. | Mülhausen      | Open des Bretzels — 2nd Edition 2023                           | $ 6.000   | Lauren Baltayan  |
| 03.05.–11.05. | Chicago        | Squash-Weltmeisterschaft 2022/23                               | $ 500.000 | Nour El Sherbini |
| 04.05.–07.05. | New York City  | Hyder Trophy 2023                                              | $ 12.000  | Haya Ali         |
| 09.05.–13.05. | Resistencia    | Tour de las Américas - Regatas Resistencia Open 1 Edition 2023 | $ 12.000  | Lucía Bautista   |
| 09.05.–13.05. | Lagos          | Lagos State Squash Classic 2023                                | $ 10.000  | Torrie Malik     |
| 09.05.–13.05. | Richmond       | Richmond Open 2023                                             | $ 30.000  | Tinne Gilis      |
| 17.05.–21.05. | Manchester     | Manchester Open 2023                                           | $ 76.000  | Nour El Tayeb    |
| 18.05.–21.05. | Rio de Janeiro | Tour de las Americas - PAC Open de Squash 2023                 | $ 6.000   | Alina Buschma    |
| 18.05.–21.05. | Auckland       | Barfoot & Thompson Auckland/Oceania Open PSA 2023              | $ 3.000   | Lana Harrison    |
| 23.05.–27.05. | Asunción       | Tour de las Americas - Paraguay Open 2023                      | $ 6.000   | Laura Tovar      |
| 26.05.–28.05. | Brüssel        | Brussels Dronsfields Mercedes Benz 2023                        | $ 3.000   | Catalina Peláez  |
| 26.05.–28.05. | Canterbury     | Danny Gamble Open 2023                                         | $ 3.000   | Asia Harris      |
| 26.05.–02.06. | el-Guna        | El Gouna International 2023                                    | $ 180.000 | Nouran Gohar     |

### Juni
| Datum         | Ort                  | Turnier                                    | Preisgeld | Siegerin        |
| ------------- | -------------------- | ------------------------------------------ | --------- | --------------- |
| 08.06.–10.06. | Santa Cristina d’Aro | Costa Brava Open Squash Project 2023       | $ 3.000   | Saran Nghiem    |
| 08.06.–11.06. | Seri Menanti         | PSNS President’s Trophy 2023               | $ 6.000   | Nour Megahed    |
| 13.06.–17.06. | Greenwich            | Women’s JP Morgan LBSquash Summer Pro 2023 | $ 6.000   | Malak Khafagy   |
| 20.06.–25.06. | Kairo                | PSA World Tour Finals der Damen 2022/23    | $ 202.500 | Nouran Gohar    |
| 21.06.–25.06. | Houston              | Women’s Champion Fiberglass Open 2023      | $ 12.000  | Kenzy Ayman     |
| 28.06.–01.07. | Gibraltar            | Gibraltar Open 2023                        | $ 6.000   | Marta Domínguez |
| 29.06.–02.07. | Bendigo              | City Of Greater Bendigo International 2023 | $ 3.000   | Song Dong-ju    |

### Juli
| Datum         | Ort         | Turnier                                       | Preisgeld | Siegerin              |
| ------------- | ----------- | --------------------------------------------- | --------- | --------------------- |
| 06.07.–09.07. | Shepparton  | City of Greater Shepparton International 2023 | $ 3.000   | Yasshmita Jadishkumar |
| 06.07.–09.07. | Berkhamsted | Berkhamsted Linksap Open 2023                 | $ 6.000   | Saran Nghiem          |
| 12.07.–16.07. | Melbourne   | Victorian Open 2023                           | $ 6.000   | Yasshmita Jadishkumar |

## Turniersiegerinnen
| Platz | Spielerin             | Siege | WM | Finals | Platinum | Gold | Silver | Bronze | Ch 30 | Ch 20 | Ch 10 | Ch 5 | Ch 3 |
| ----- | --------------------- | ----- | -- | ------ | -------- | ---- | ------ | ------ | ----- | ----- | ----- | ---- | ---- |
| 1.    | Nouran Gohar          | 6     |    | 1      | 2        | 2    | 1      |        |       |       |       |      |      |
| 1.    | Torrie Malik          | 6     |    |        |          |      |        |        |       |       | 1     | 2    | 3    |
| 3.    | Nour El Sherbini      | 4     | 1  |        | 2        | 1    |        |        |       |       |       |      |      |
| 4.    | Kenzy Ayman           | 3     |    |        |          |      |        |        |       |       | 3     |      |      |
| 4.    | Chan Sin-Yuk          | 3     |    |        |          |      |        |        |       | 1     | 2     |      |      |
| 4.    | Diana García          | 3     |    |        |          |      |        |        |       |       | 1     | 2    |      |
| 4.    | Nele Gilis            | 3     |    |        |          |      |        | 3      |       |       |       |      |      |
| 4.    | Hana Moataz           | 3     |    |        |          |      |        |        |       | 1     | 2     |      |      |
| 4.    | Amina Orfi            | 3     |    |        |          |      |        |        |       |       | 1     | 2    |      |
| 10.   | Haya Ali              | 2     |    |        |          |      |        |        |       |       | 1     | 1    |      |
| 10.   | Ainaa Amani           | 2     |    |        |          |      |        |        |       |       | 1     | 1    |      |
| 10.   | Hania El Hammamy      | 2     |    |        | 2        |      |        |        |       |       |       |      |      |
| 10.   | Nour El Tayeb         | 2     |    |        |          |      | 1      | 1      |       |       |       |      |      |
| 10.   | Olivia Fiechter       | 2     |    |        |          |      | 1      | 1      |       |       |       |      |      |
| 10.   | Tinne Gilis           | 2     |    |        |          |      |        | 1      | 1     |       |       |      |      |
| 10.   | Menna Hamed           | 2     |    |        |          |      |        |        |       |       | 1     | 1    |      |
| 10.   | Asia Harris           | 2     |    |        |          |      |        |        |       |       |       |      | 2    |
| 10.   | Yasshmita Jadishkumar | 2     |    |        |          |      |        |        |       |       |       | 1    | 1    |
| 10.   | Georgina Kennedy      | 2     |    |        |          |      | 1      | 1      |       |       |       |      |      |
| 10.   | Malak Khafagy         | 2     |    |        |          |      |        |        |       |       | 1     | 1    |      |
| 10.   | Joelle King           | 2     |    |        |          | 1    | 1      |        |       |       |       |      |      |
| 10.   | Saran Nghiem          | 2     |    |        |          |      |        |        |       |       |       | 1    | 1    |
| 10.   | Amanda Sobhy          | 2     |    |        |          |      | 1      | 1      |       |       |       |      |      |
| 10.   | Laura Tovar           | 2     |    |        |          |      |        |        |       |       |       | 2    |      |
| 10.   | Wen Li Lai            | 2     |    |        |          |      |        |        |       |       |       | 2    |      |
| 26.   | Fayrouz Aboelkheir    | 1     |    |        |          |      |        |        |       |       | 1     |      |      |
| 26.   | Ambre Allinckx        | 1     |    |        |          |      |        |        |       |       |       |      | 1    |
| 26.   | Mélissa Alves         | 1     |    |        |          |      |        |        |       | 1     |       |      |      |
| 26.   | Aira Azman            | 1     |    |        |          |      |        |        |       |       | 1     |      |      |
| 26.   | Lauren Baltayan       | 1     |    |        |          |      |        |        |       |       |       | 1    |      |
| 26.   | Lucía Bautista        | 1     |    |        |          |      |        |        |       |       | 1     |      |      |
| 26.   | Alina Buschma         | 1     |    |        |          |      |        |        |       |       |       | 1    |      |
| 26.   | Cheng Nga-Ching       | 1     |    |        |          |      |        |        |       |       | 1     |      |      |
| 26.   | Fung Ching-Hei        | 1     |    |        |          |      |        |        |       |       |       |      | 1    |
| 26.   | Marta Domínguez       | 1     |    |        |          |      |        |        |       |       |       | 1    |      |
| 26.   | Salma Eltayeb         | 1     |    |        |          |      |        |        |       |       | 1     |      |      |
| 26.   | Nardine Garas         | 1     |    |        |          |      |        |        |       |       |       | 1    |      |
| 26.   | Lana Harrison         | 1     |    |        |          |      |        |        |       |       |       | 1    |      |
| 26.   | Jasmine Hutton        | 1     |    |        |          |      |        |        |       | 1     |       |      |      |
| 26.   | Katie Malliff         | 1     |    |        |          |      |        |        |       |       |       | 1    |      |
| 26.   | Nour Megahed          | 1     |    |        |          |      |        |        |       |       |       | 1    |      |
| 26.   | Farida Mohamed        | 1     |    |        |          |      |        |        |       | 1     |       |      |      |
| 26.   | Klara Møller          | 1     |    |        |          |      |        |        |       |       |       |      | 1    |
| 26.   | Catalina Peláez       | 1     |    |        |          |      |        |        |       |       |       |      | 1    |
| 26.   | Lowri Roberts         | 1     |    |        |          |      |        |        |       |       |       |      | 1    |
| 26.   | Song Dong-ju          | 1     |    |        |          |      |        |        |       |       |       |      | 1    |
| 26.   | Marina Stefanoni      | 1     |    |        |          |      |        |        |       |       |       | 1    |      |
| 26.   | Alison Thomson        | 1     |    |        |          |      |        |        |       |       |       |      | 1    |
| 26.   | Tong Tsz-Wing         | 1     |    |        |          |      |        |        |       |       | 1     |      |      |
| 26.   | Lucy Turmel           | 1     |    |        |          |      |        |        |       | 1     |       |      |      |
| 26.   | Katerina Tycova       | 1     |    |        |          |      |        |        |       |       |       |      | 1    |
| 26.   | Satomi Watanabe       | 1     |    |        |          |      |        |        | 1     |       |       |      |      |
| 26.   | Emily Whitlock        | 1     |    |        |          |      |        |        |       |       |       | 1    |      |
| 26.   | Cheyna Wood           | 1     |    |        |          |      |        |        |       |       |       | 1    |      |
| 26.   | Xin Ying Yee          | 1     |    |        |          |      |        |        |       |       |       |      | 1    |
| 26.   | Zeina Zein            | 1     |    |        |          |      |        |        |       | 1     |       |      |      |

## Nationenwertung
| Platz | Nation             | Siege | WM | Finals | Platinum | Gold | Silver | Bronze | Ch 30 | Ch 20 | Ch 10 | Ch 5 | Ch 3 |
| ----- | ------------------ | ----- | -- | ------ | -------- | ---- | ------ | ------ | ----- | ----- | ----- | ---- | ---- |
| 1.    | Ägypten            | 35    | 1  | 1      | 6        | 3    | 2      | 1      |       | 3     | 11    | 7    |      |
| 2.    | England            | 15    |    |        |          |      | 1      | 1      |       | 2     | 1     | 4    | 6    |
| 3.    | Malaysia           | 8     |    |        |          |      |        |        |       |       | 2     | 4    | 2    |
| 4.    | Hongkong           | 6     |    |        |          |      |        |        |       | 1     | 4     |      | 1    |
| 5.    | Belgien            | 5     |    |        |          |      |        | 4      | 1     |       |       |      |      |
| 5.    | Vereinigte Staaten | 5     |    |        |          |      | 2      | 2      |       |       |       | 1    |      |
| 7.    | Kolumbien          | 4     |    |        |          |      |        |        |       |       | 1     | 2    | 1    |
| 8.    | Mexiko             | 3     |    |        |          |      |        |        |       |       | 1     | 2    |      |
| 8.    | Neuseeland         | 3     |    |        |          | 1    | 1      |        |       |       |       | 1    |      |
| 10.   | Frankreich         | 2     |    |        |          |      |        |        |       | 1     |       | 1    |      |
| 10.   | Wales              | 2     |    |        |          |      |        |        |       |       |       | 1    | 1    |
| 12.   | Dänemark           | 1     |    |        |          |      |        |        |       |       |       |      | 1    |
| 12.   | Deutschland        | 1     |    |        |          |      |        |        |       |       |       |      | 1    |
| 12.   | Japan              | 1     |    |        |          |      |        |        | 1     |       |       |      |      |
| 12.   | Schottland         | 1     |    |        |          |      |        |        |       |       |       |      | 1    |
| 12.   | Schweiz            | 1     |    |        |          |      |        |        |       |       |       |      | 1    |
| 12.   | Spanien            | 1     |    |        |          |      |        |        |       |       |       | 1    |      |
| 12.   | Südafrika          | 1     |    |        |          |      |        |        |       |       |       | 1    |      |
| 12.   | Südkorea           | 1     |    |        |          |      |        |        |       |       |       |      | 1    |
| 12.   | Ukraine            | 1     |    |        |          |      |        |        |       |       |       | 1    |      |